# 宇多津町消防団
宇多津町消防団（うたづちょうしょうぼうだん）は、香川県宇多津町の消防団。

## 概要
宇多津町消防団は、1947年（昭和22年）に宇多津町警防団から、現在の宇多津町消防団に改称し発足した。装備は、常備消防（坂出市）にも劣らない車両や資機材を配備しているということで、県外からの視察を受けることがある 。

### 特徴
宇多津町には常備消防機関が存在せず、消防事務は隣接自治体の消防機関である、坂出市消防本部に委託している。町内唯一の消防機関であるが、主力機械および装備は、一般的な消防団と比較してかなり充実している。例として、各種救助資器材や、屋内進入・人命検索を実施するための空気呼吸器・ガス検知器、インパルス放水銃などが挙げられる。
救急自動車は保有していないが、町内で発生する全ての災害（交通救助、危険排除など含む）に出動する。

### 装備
- 消防団本部：香川県綾歌郡宇多津町1881番地[3]
- 管轄：宇多津町全域（8.10km2）
- 条例定数：108名
- 消防団本部1か所、分団詰所6か所
- 主力機械
  - 2トン水槽付消防ポンプ自動車：1
  - 小型水槽付消防ポンプ自動車兼化学消防自動車：１
  - 8トン水槽車：１
  - クレーン付資器材搬送車：１（宇多津町消防団は交通救助などにも出場する為、救助工作車的役割を持つ）
  - 普通消防ポンプ自動車：７
  - 軽資器材搬送車：１
  - 指揮車：１
  - 小型動力ポンプ：2

### 組織
- 消防団本部
- 第一分団
- 第二分団
- 第三分団
- 第四分団
- 第五分団
- 第六分団